# Amok
 For alternative betydninger, se Amok (flertydig). (Se også artikler, som begynder med Amok)
Amok er et malajisk ord, der beskriver en person, der efter en tids gnavnhed og grublerier gribes af et voldsomt raseri og løber med fråde om munden rundt og angriber andre mennesker (gerne med kniv), til personen bliver slået ned eller på anden måde uskadeliggjort. 
Råbet går da ”Orang-amok”, der betyder ”amok-menneske”, for at advare folk, så de kan komme af vejen. Der er eksempler på, at en amok-løber har dræbt eller såret 10-20 personer. Hvis personen fanges levende, afløses raseriet efterhånden af søvn og bevidstløshed. Efter et par dage kommer personen sig normalt helt. 
Sindslidelsen, der oprindelig antoges kun at angribe malajer og fortrinsvis mænd, er søgt forklaret på flere måder. Da den angrebne ofte endte med at blive dræbt, kunne det være en form for camoufleret selvmord i en kultur, hvor selvmord var ildeset. Brug af narkotiske stoffer (opium), drukkenskab, fanatisme, endog epilepsi blev også nævnt som mulige årsager.
I dag er tilstanden indført i diagnoseklassifikationen DSM-IV, hvor den er opdelt i ”beramok” (som resultat af ydre påvirkninger, tab, stress etc.) og ”amok” (hævntogt) og kendes fra alle kulturer. Den sidste tilstand har muligvis forbindelse med en psykose. Udtrykket bruges i daglig tale om mindre alvorlige raserianfald.